# 日本不動産研究所
一般財団法人日本不動産研究所 （にほんふどうさんけんきゅうしょ、英: Japan Real Estate Institute、略称：JREI・不動研）は、東京都港区虎ノ門に本社を置く、不動産の鑑定評価などを行う国内最大の団体。「不動産に関する理論的及び実証的研究の進歩改善を促進し、その普及実践化と実務の改善合理化を図ること」を目的に掲げ、不動産鑑定評価やコンサルティングなどを収益事業として展開しており、 不動産鑑定業者、 一級建築士事務所、補償コンサルタント、建設コンサルタントなどの事業者登録を行なっている。

## 沿革
不動産鑑定業務は、戦前から日本勧業銀行法の定めに基づいて日本勧業銀行が担っていたが、1950年に同法が廃止され、日本勧業銀行が普通銀行へと転換した後、新たに鑑定業務を担う機関として1959年に財団法人日本不動産研究所が設置された。その後の法人制度の改革により、2011年に一般財団法人へ移行した。 本社は、2016年に虎ノ門から汐留芝離宮ビルに移転し、2020年に虎ノ門駅前地区第一種市街地再開発事業の建築完了に伴い再び虎ノ門に移転している。

## 事業所
- 本社（東京）：千葉支所、横浜支所
- 北海道支社（札幌）
- 東北支社（仙台）：青森支所、盛岡支所、秋田支所、山形支所、福島支所
- 関東支社（さいたま）：水戸支所、宇都宮支所、前橋支所、新潟支所、甲府支所、長野支所、松本支所
- 東海支社（名古屋）：静岡支所、浜松支所、岐阜支所、津支所
- 北陸支社（金沢）：金沢支所、富山支所、福井支所
- 近畿支社（大阪）：大津支所、京都支所、神戸支所、奈良支所
- 中四国支社（広島）：鳥取支所、松江支所、岡山支所、山口支所、高松支所、松山支所
- 九州支社（福岡）：北九州支所、長崎支所、熊本支所、大分支所、宮崎支所、鹿児島支所、那覇支所
- 不動研(上海)投資諮詢有限公司
- Japan Real Estate Institute Asia Pacific Pte. Ltd. （日本不動産研究所アジア・パシフィック社）
- 虎ノ門リアルエステートソリューション株式会社